# Osvaldo Melo
Luís Osvaldo Ferreira de Melo, mais conhecido como Osvaldo Melo (Florianópolis , 21 de junho de 1893 — Florianópolis, 25 de julho de 1970), foi um jornalista e escritor brasileiro.

## Biografia
Nasceu em 21 de junho de 1893, na capital catarinense à época chamada de Desterro. João Adolpho Ferreira de Melo, seu pai, adotou o kardecismo na fase adulta, tornando assim Osvaldo em um dos primeiros espíritas de berço do Brasil. 
Iniciou seus estudos no Colégio Catarinense, educandário de orientação católica na capital do estado. Mesmo assim, manteve sua fé espírita de berço durante este período. No Colégio Catarinense, estabeleceria relações duradouras com prolíficas personalidades intelectuais e políticas da região.
Durante sua carreira como jornalista, escreveu em diários importantes como A Gazeta, O Estado e A República, sendo este último o jornal oficial do Partido Republicano Catarinense. Além disso, trabalhou como funcionário público na Assembleia Legislativa de Santa Catarina durante a década de 30 e 40. Teve dois filhos, Ary Kardec Bosco de Melo e Osvaldo Ferreira de Melo (1930 - 2011).

## Espiritismo
Foi fundador e primeiro presidente da Federação Espírita de Santa Catarina, numa época em que a atividade mediúnica em Santa Catarina concentrava-se em pequenos núcleos familiares descentralizados. Num esforço de união e promoção do Espiritismo no estado, a Federação Espírita Catarinense (FEC) foi fundada por ele em 1945. Devido a sua grande eloquência e aos seus contatos advindos da atividade em diversas áreas (como na Alesc, nos jornais e na literatura), ele pode liderar o movimento de integração dos espíritas catarinenses. 
Assumiu também a presidência do Centro Espírita Amor e Humildade do Apóstolo, onde coordenava ações de caridade, a divulgação da doutrina kardecista e o acesso da população mais pobre à saúde pública. Como definido por A Revelação, órgão da FEC, o centro provia "pão, tanto para o corpo, como para o espírito". 
Ademais, foi importantíssimo na fundação de diversos centros espíritas em todo o estado, dos quais se destaca o Centro Espírita Fé, Amor e Caridade, de Blumenau.

## Academia Catarinense de Letras (ACL)
Em 1921, foi membro fundador da Academia Catarinense de Letras. Já reconhecido pelo seu prolífico trabalho como jornalista e escritor, ele foi convidado um ano após a fundação oficial da Academia a fazer parte da instituição. Neste período, empreendeu contribuições à revista TERRA, símbolo-mor da intelectualidade catarinense da época. Tanto na revista como nas reuniões da Academia, Osvaldo e os demais membros se posicionavam a respeito dos acontecimentos sociopolíticos da capital. Faleceu em 1970, aos 77 anos de idade, dois após ter deixado a presidência da FEC.